# Adama Coulibaly
Adama Coulibaly (* 10. September 1980 in Bamako) ist ein ehemaliger malischer Fußballspieler.

## Karriere

### Verein
Die Karriere von Coulibaly begann im Alter von 18 Jahren beim malischen Fußballclub Djoliba AC. 1999 wechselte er zum französischen Erstligisten RC Lens.
In seiner ersten Saison spielte er fünf Spiele in der UEFA Champions League und schoss dabei ein Tor. Er bestritt acht Spiele und schoss zwei Tore im UI-Cup und 17 Spiele und ein Tor im UEFA-Pokal. In der Ligue 1 war er ein Stammspieler und einer der wichtigsten Leistungsträger im Team des RC Lens. Insgesamt kam er in neun Jahren zu 191 Ligaspielen und schoss dabei neun Tore für den RC Lens.
Im Jahre 2008 wechselte er zum Ligakonkurrenten AJ Auxerre. Dort spielte Coulibaly in seiner ersten Saison 30 Spiele und schoss ein Tor. Bis zum Saisonende 2013/14 war Coulibaly für den Verein in insgesamt 170 Ligapartien aktiv und erzielte dabei 4 Tore. Er wechselte danach zum FC Valenciennes und beendete dort ein Jahr später seine Karriere.

### Nationalmannschaft
Coulibaly nahm seit 2002 mehrfach mit der Nationalmannschaft Malis an Großereignissen teil. 2002, 2004 und 2008 stand er im Aufgebot um den Afrika-Cup, in den Qualifikationsrunden für die Weltmeisterschaften 2006 und 2010 gehörte er regelmäßig zur Stammelf. Insgesamt absolvierte Coulibaly 72 Länderspiele für Mali und erzielte dabei ein Tor.